# برج میکل‌انژ
برج میکل‌انژ (به لاتین: Michelangelo Towers) یک هتل در آفریقای جنوبی است که در سندتون واقع شده‌است.